# Kasbah de Chefchaouen
La casbah de Chefchaouen (citadelle, kasbah en arabe) est un monument historique du Maroc, restauré plusieurs fois au fil des siècles. Au cours de son histoire, elle a tantôt été utilisée comme résidence de gouverneurs, arsenal militaire ou comme prison.

## Situation géographique

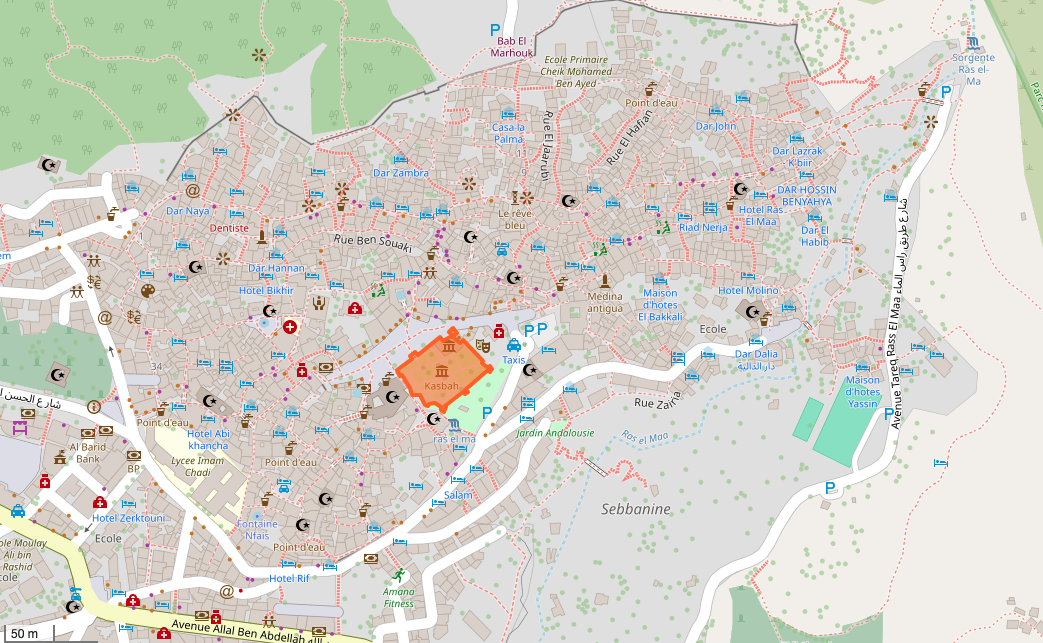
Emplacement de la Casbah (orange)

La casbah à proprement parler, est le palais fortifié dans la partie historique de Chefchaouen, à l'est de la ville moderne. Le village historique est adossé au Parc national de Talassemtane, au pied du djébel Mezedjel. 
Son entrée principale est située sur la place Outa El Hammam, à côté de la grande mosquée.

## Histoire
La kasbah fut construite comme une forteresse militaire et résidence pour l’émir, et elle devint rapidement un centre religieux et culturel important, abritant plus de 20 mosquées, 28 zaouïas et mausolées, ce qui lui valut le surnom de “la ville pieuse”. Elle a également accueilli des vagues de réfugiés andalous qui ont enrichi la vie culturelle et architecturale de la ville.

## Moyen-âge
Sous la dynastie berbère des Wattassides (XVe-XVIe siècles) et avec les progrès de la reconquête chrétienne d'al-Andalus, le Maroc se trouva en butte à des incursions espagnoles et portugaises.
En 1471, date de la prise de Tanger et d'Asilah par les Portugais, le chérif Moulay Ali ibn Rachid prit l'initiative, face à la faiblesse du pouvoir central, ordonna et finança la création d'une place fortifiée afin de défendre et protéger sa région natale.
Durant ce moyen-âge tardif, la forteresse devint le siège d'une véritable principauté, dotée d'un pouvoir politique autonome dont l'influence s'étendait au delà des montagnes du Rif.
De nouveaux quartiers furent alors construits au Sud et à l'Ouest de la forteresse, dans un style andalou-maghrébin, à l'intérieur de puissants remparts flanqués de tours et percés de sept portes. Cette médina baptisée Chefchaouen («les cornes» en berbère, par référence aux pics montagneux qui en constituent son paysage) prospéra en accueillant notamment des Andalous, musulmans et juifs, expulsés d'Espagne après la reconquête chrétienne de 1492.

### Epoque contemporaine
En 1985, un musée d'ethnologie est installé dans la casbah, présentant des éléments culturels et défensifs importants de la culture rifaine et marocaine.
En 2023, la casbah a fait l'objet d'une campagne de rénovation, dotée d'un budget de plus de 7,5 Millions de dirhams, par le Ministère de la Culture.

## Architecture
L'édifice entier s'étend sur 72 x 52 mètres au sol.
À la fois campement militaire permanent et résidence seigneuriale, le bâtiment est doté d'une courtine flanquée de onze tours dont la principale est aussi la plus récente (début XVIe siècle).
Cette tour, de plan quasi-carré (7,70 x 7,40 m), présente trois niveaux :
- Au rez-de-chaussée, une salle de 5x5m. Le plafond de cette salle est soutenu par un pilier central octogonal d'où s'élèvent quatre arcs perpendiculaires en plein cintre constitué de quatre coupoles surbaissées sur trompes en briques;
- le premier étage comporte deux salles rectangulaires, divisées par une poutre longitudinale soutenue par un petit pilier;
- le dernier niveau est une terrasse avec son parapet à merlons.

Ouverte dans la façade opposée à la tour principale, la porte donnant vers le souk par un passage coudé est basse et étroite – principalement pour des raisons défensives – et traverse une grande salle de 8 x 4m.
Dans le coin nord-est de la casbah, l'ancienne zone palatiale est occupée par le musée et le centre d'études andalouses.
La mosquée al masjid al-a'dam («la très grande mosquée») construite en contiguïté de la casbah, a connu des travaux d'agrandissement au XVIIe siècle. L'ensemble de l'édifice est dénué de décorations et ne se distingue que par son minaret octogonal, caractéristique du nord du Maroc.
Outre sa fonction défensive et son rôle politique, Chefchaouen a constitué à travers l'Histoire un pôle religieux à l'échelle régionale, voir nationale. Ainsi, on y compte pas moins de 20 mosquées et 28 zaouia et mausolées, ce qui lui a valu la dénomination de «ville bénie» (al madina as-saliha).

## Galerie

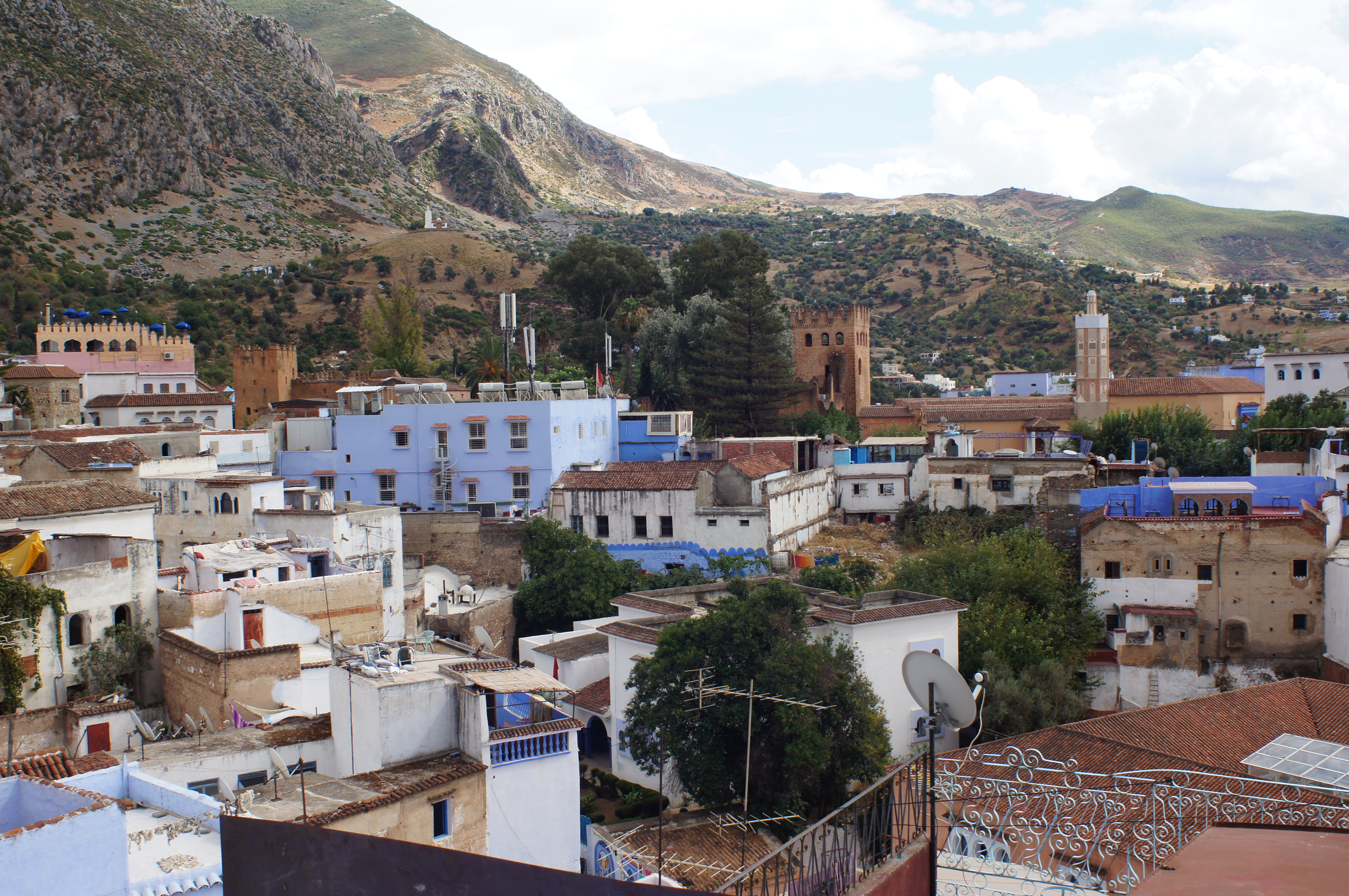
Vue générale de la casbah et de sa médina
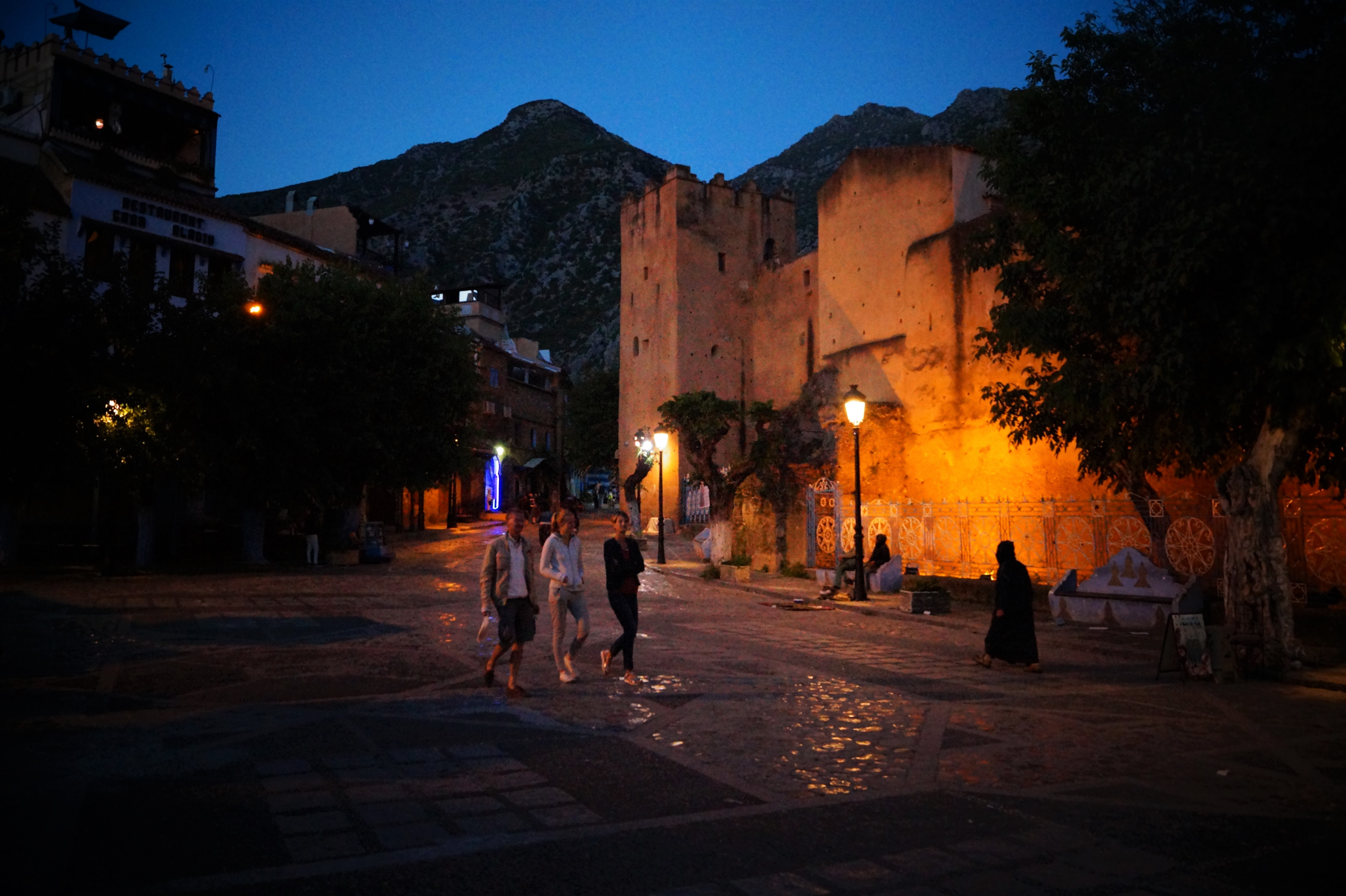
Place du Hammam
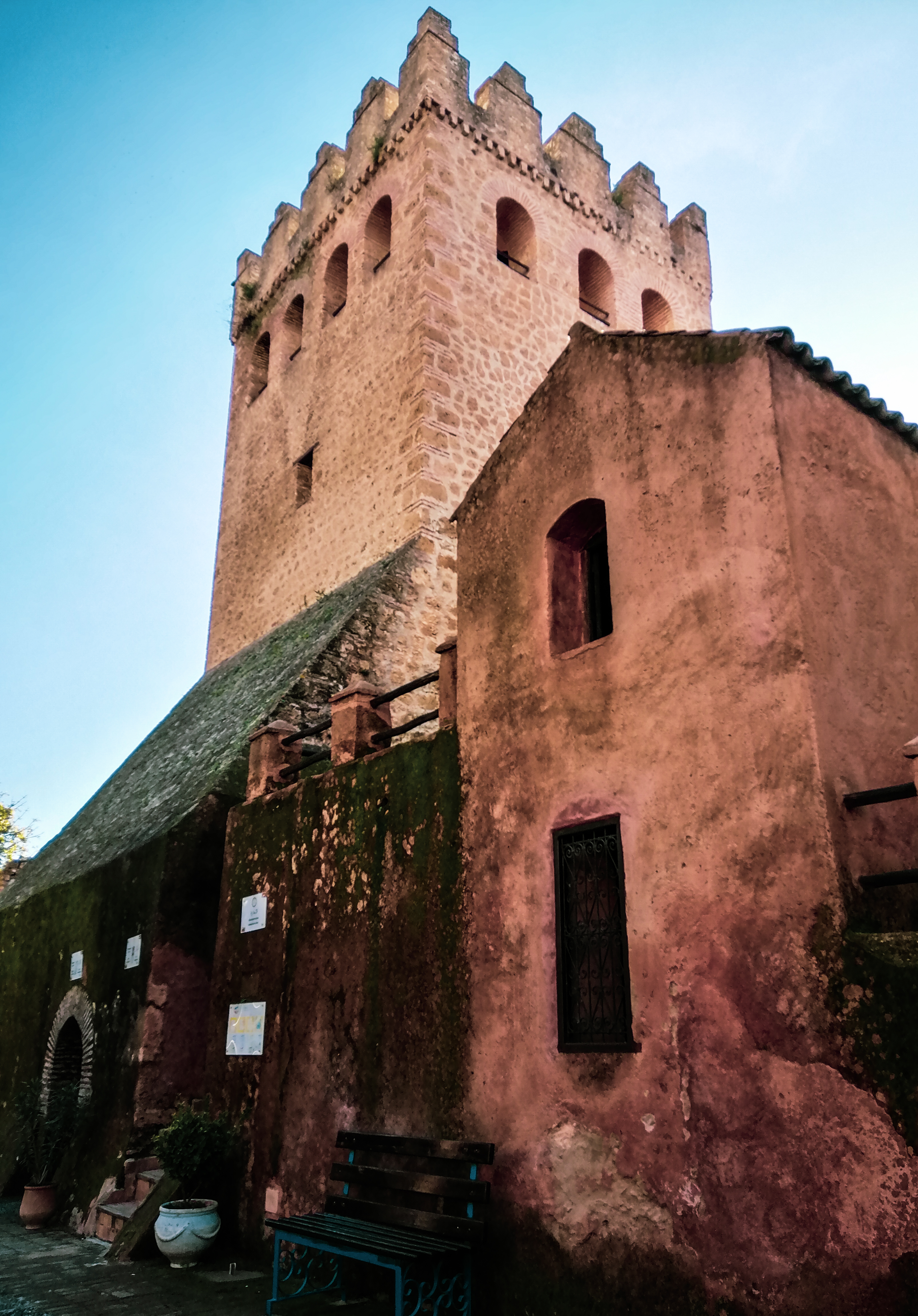
Tour principale
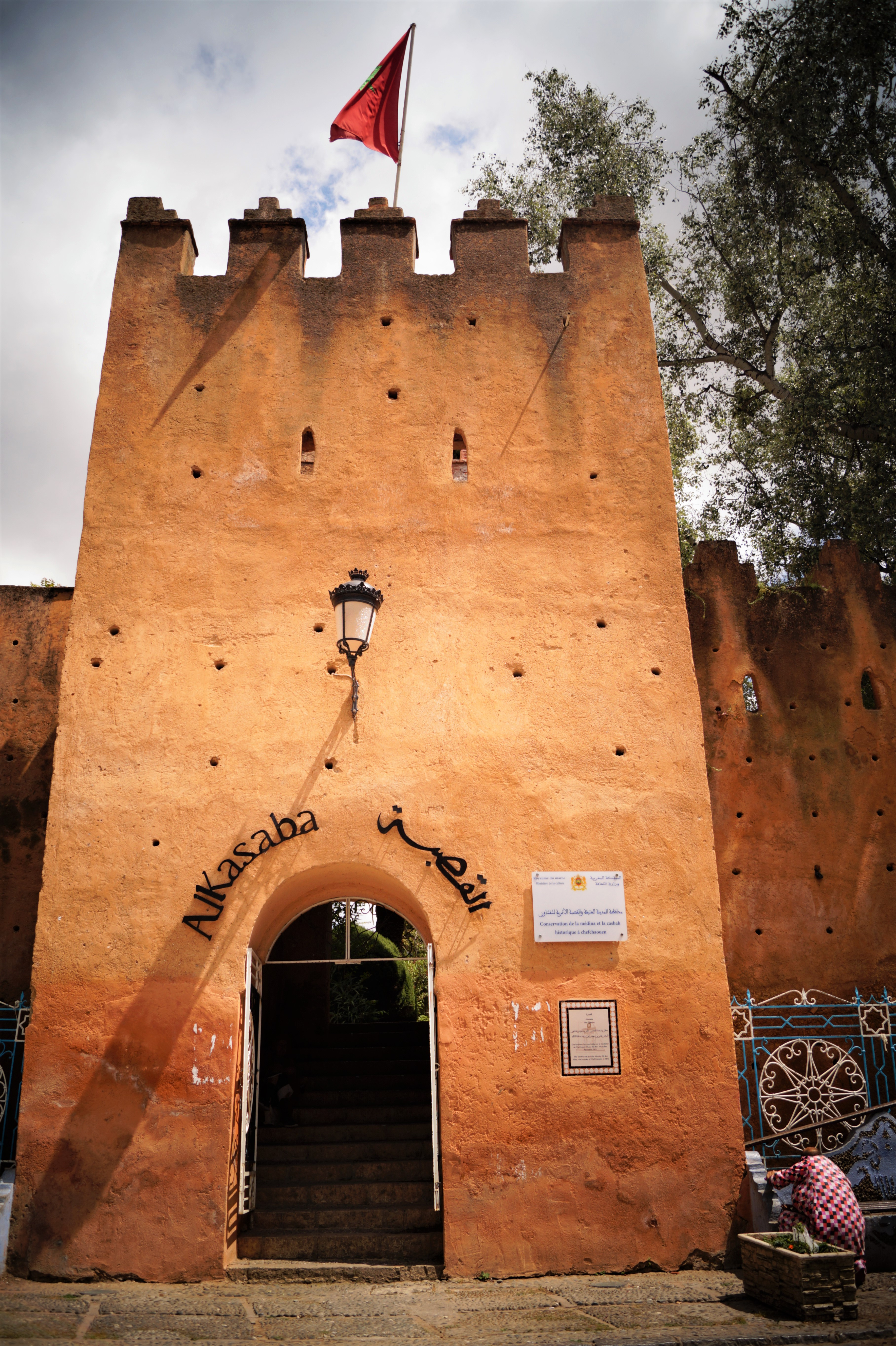
Entrée
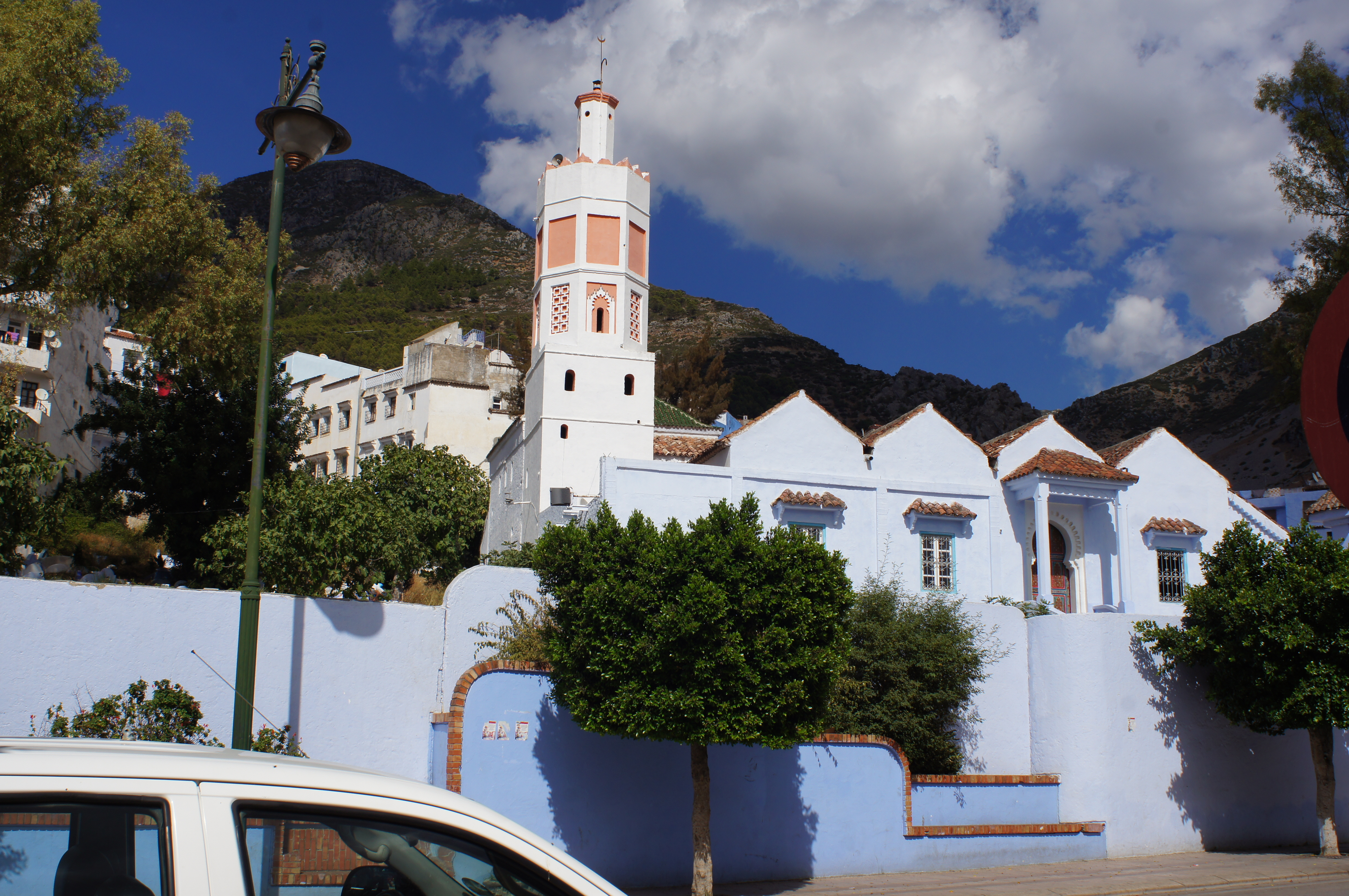
Tour octogonale
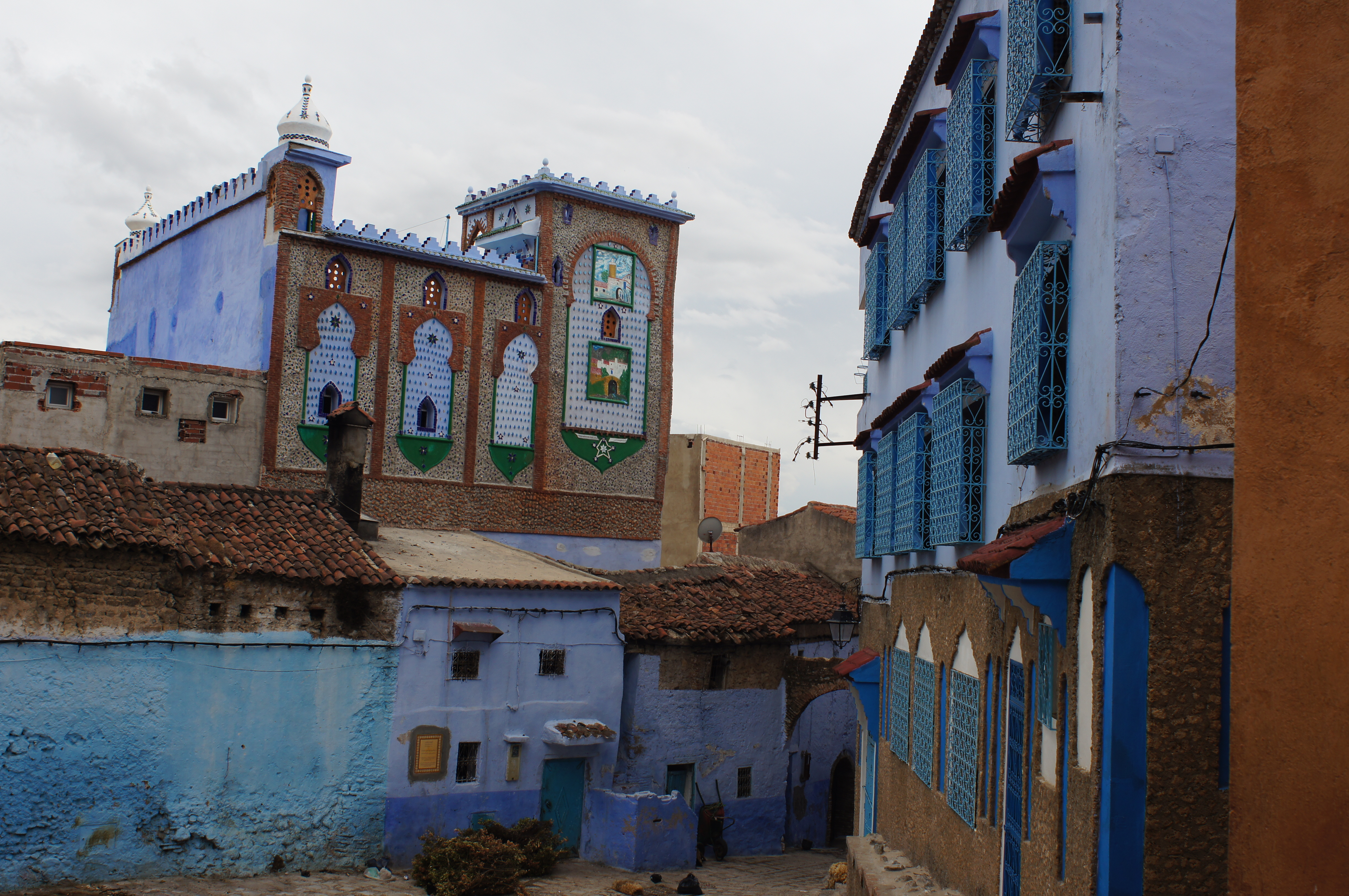
Seule façade décorée de la casbah

### Aménagements intérieurs

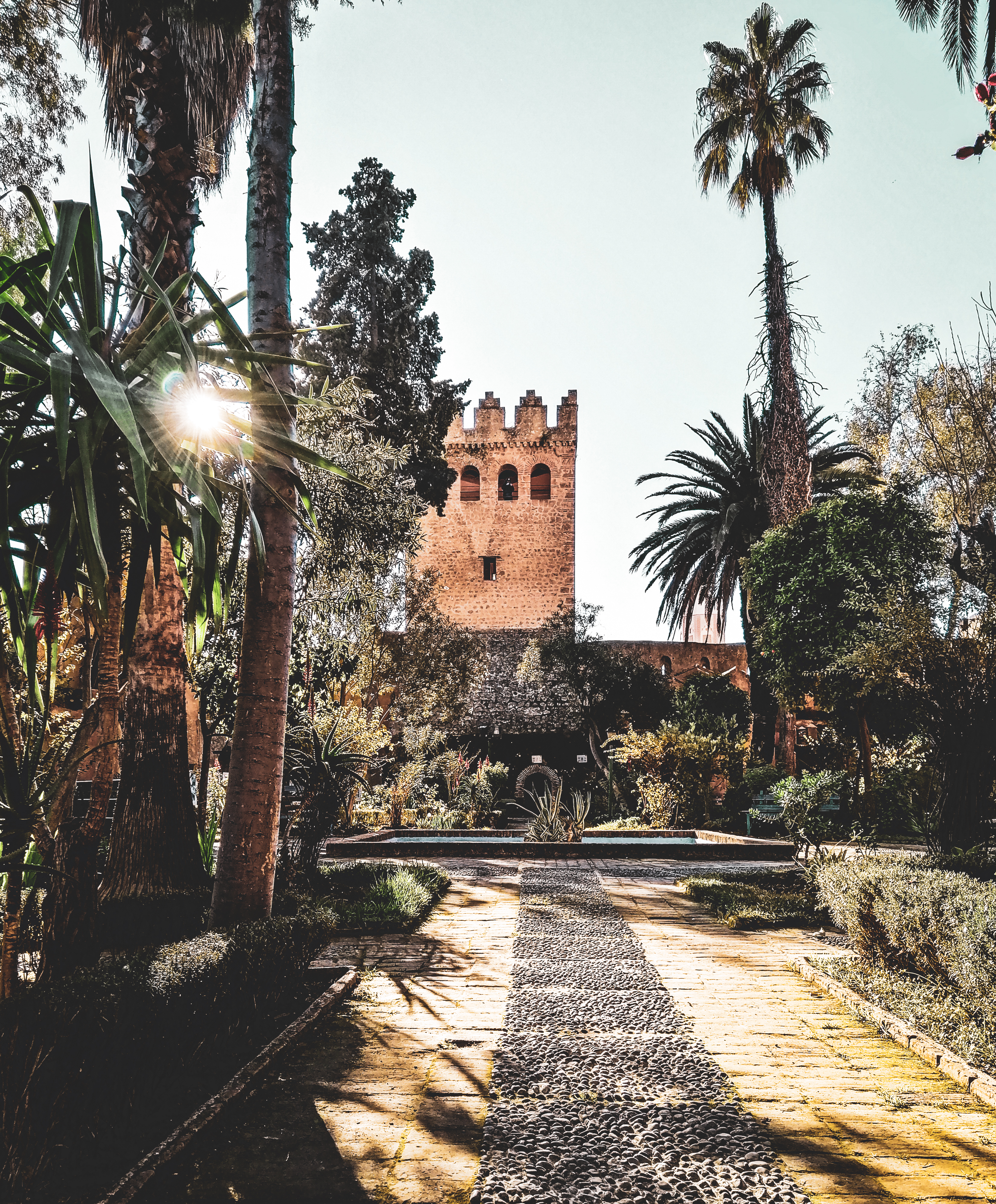
Jardin à l'intérieur de la casbah
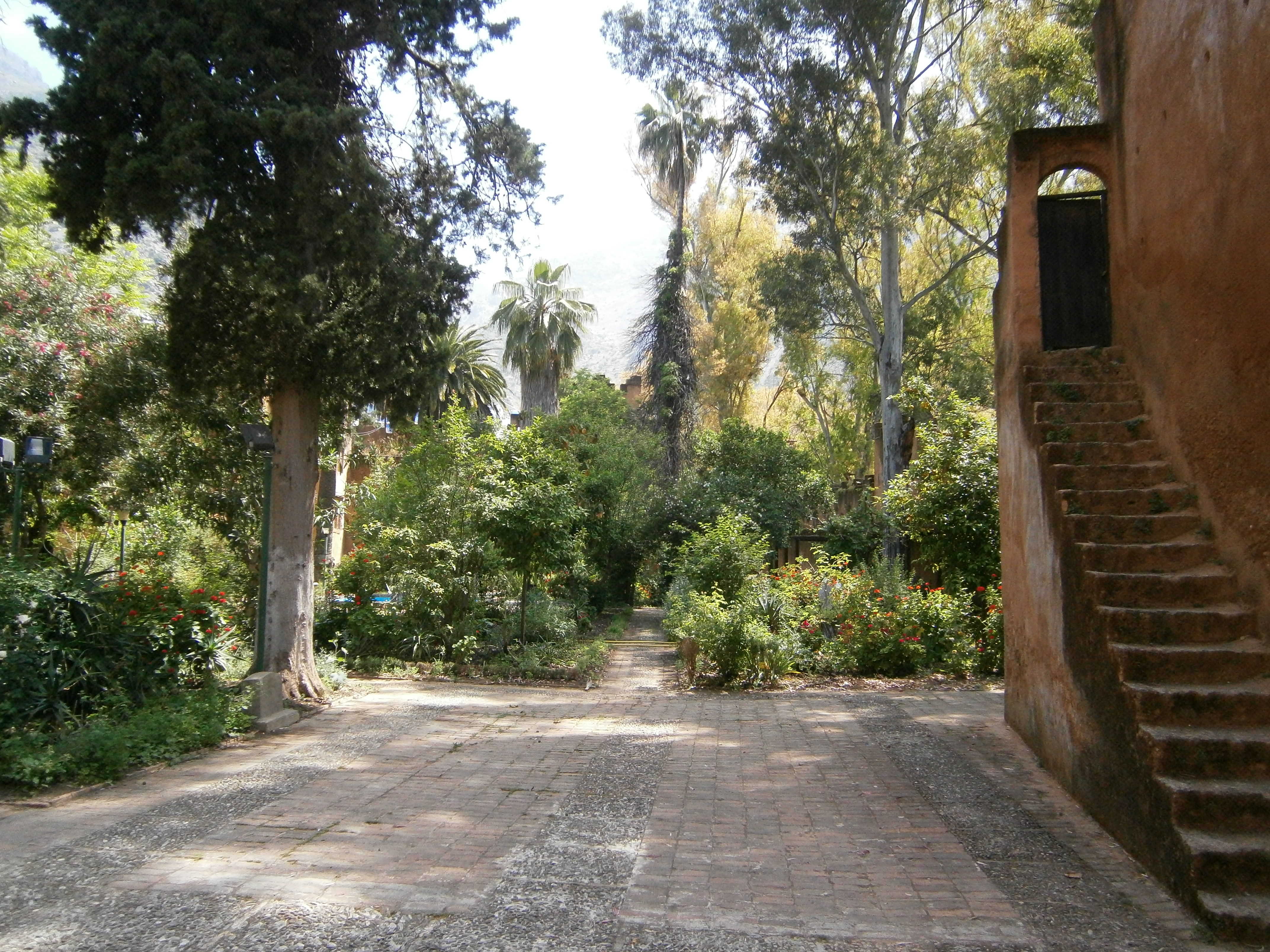
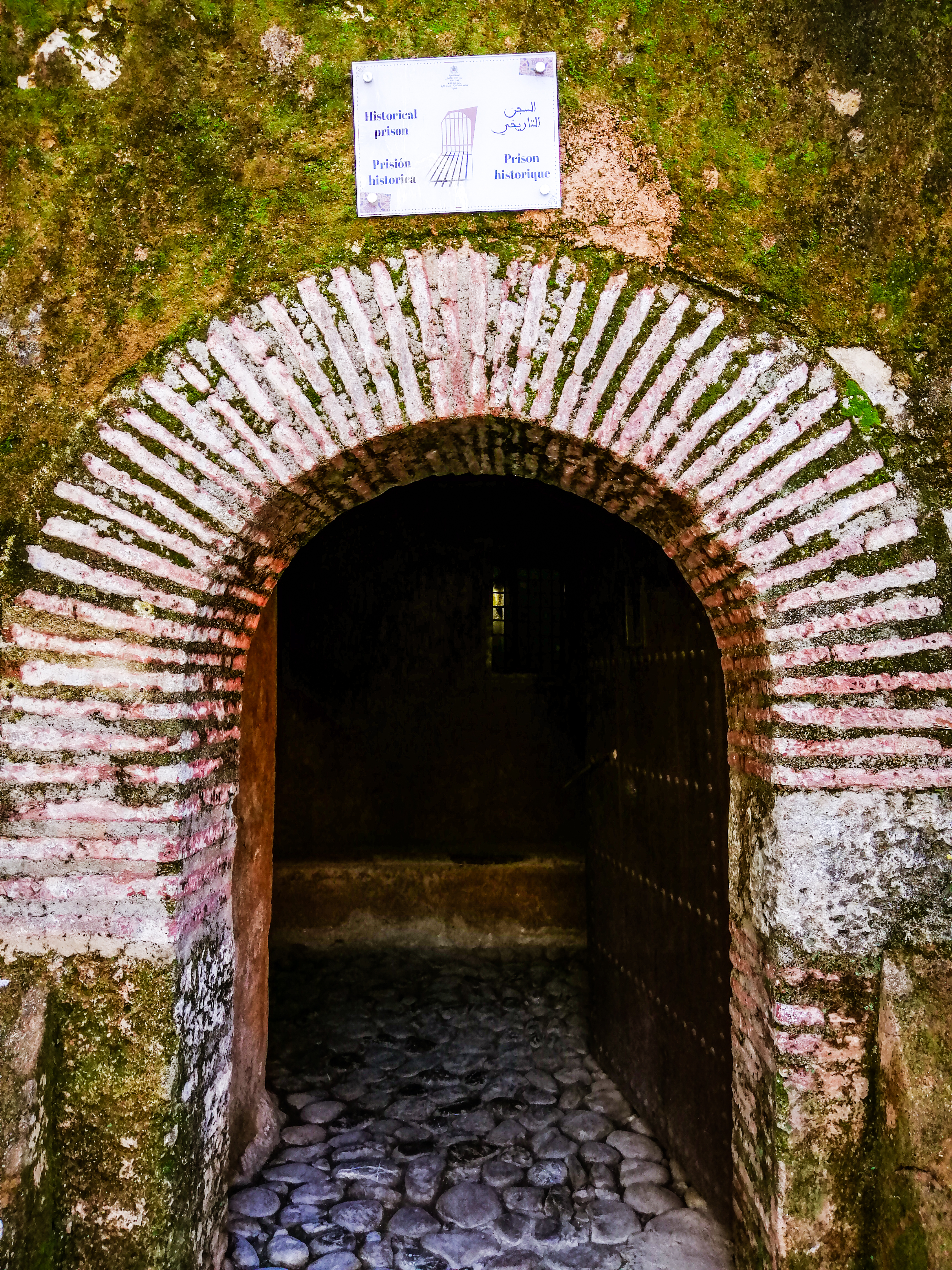
Prison historique
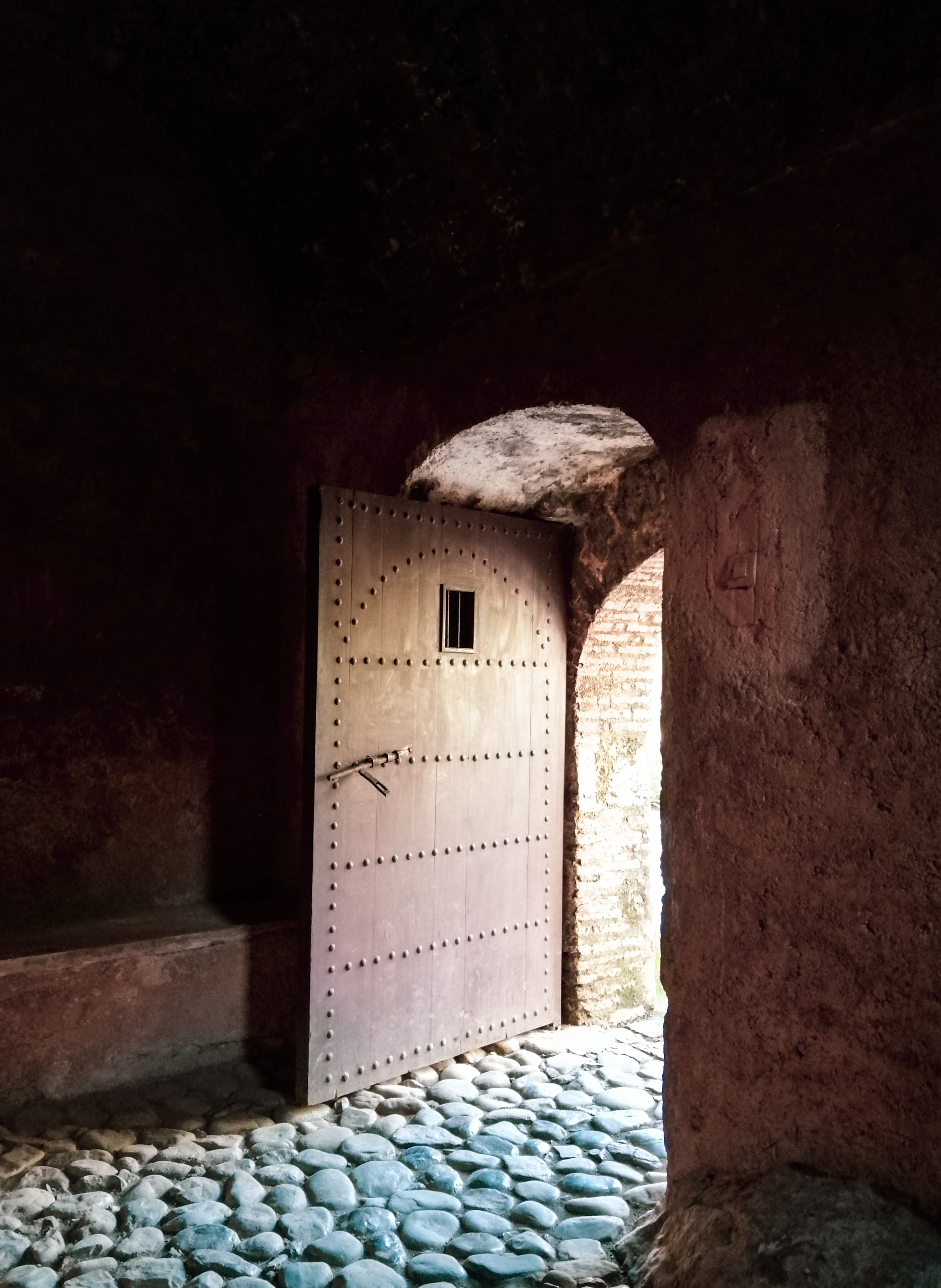
Intérieur d'une cellule
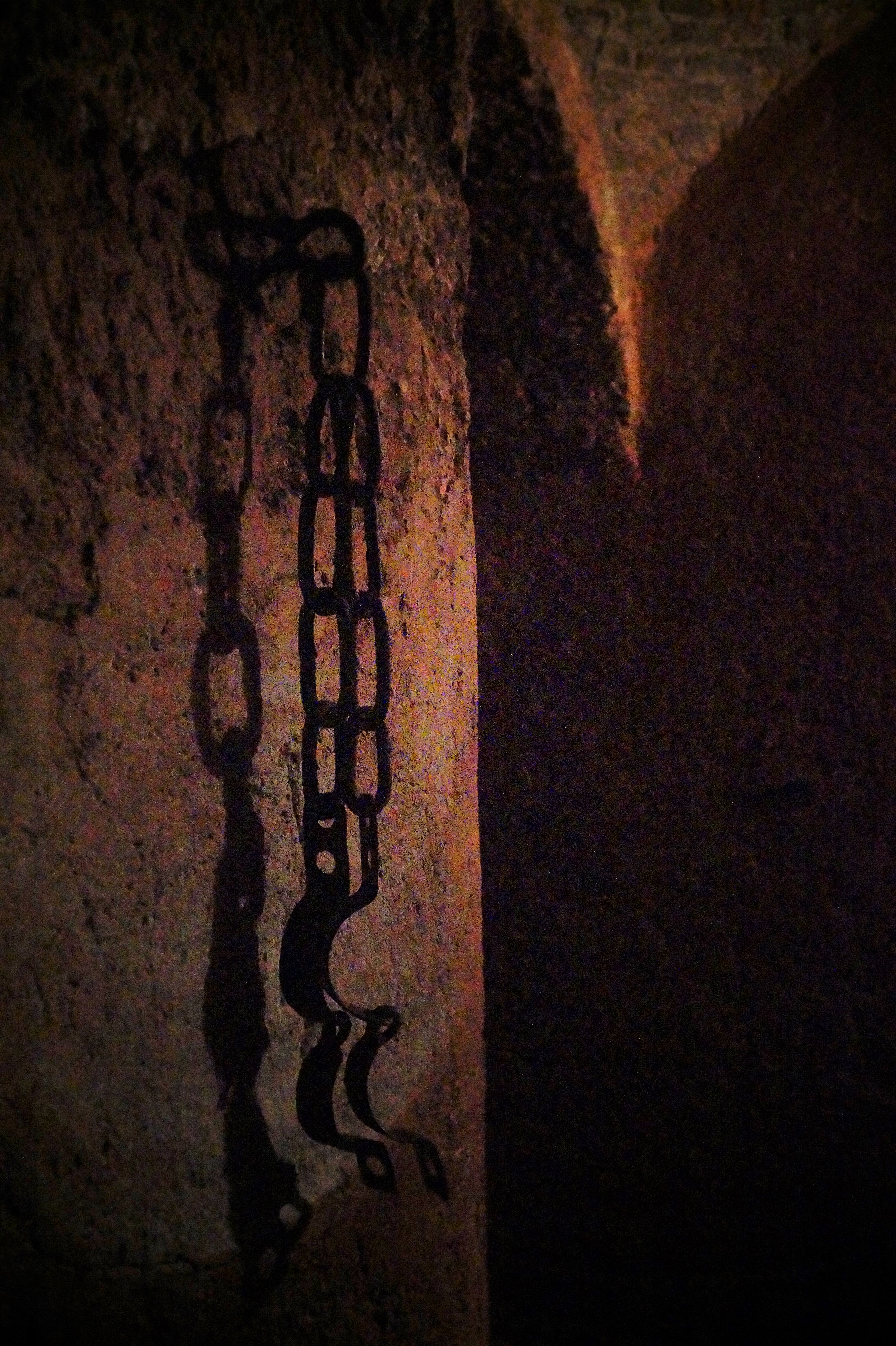
Fers
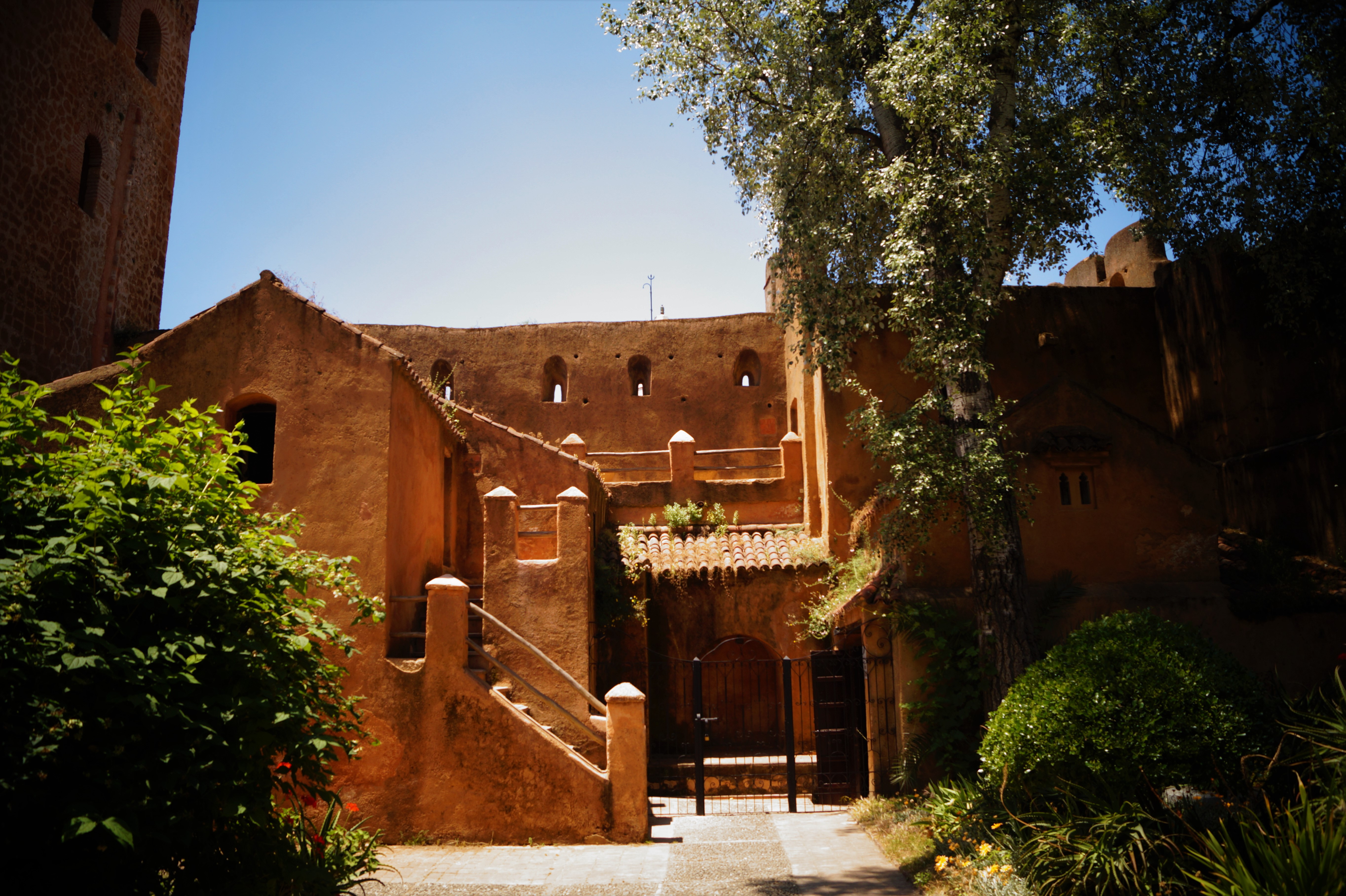
Vers le pavillon
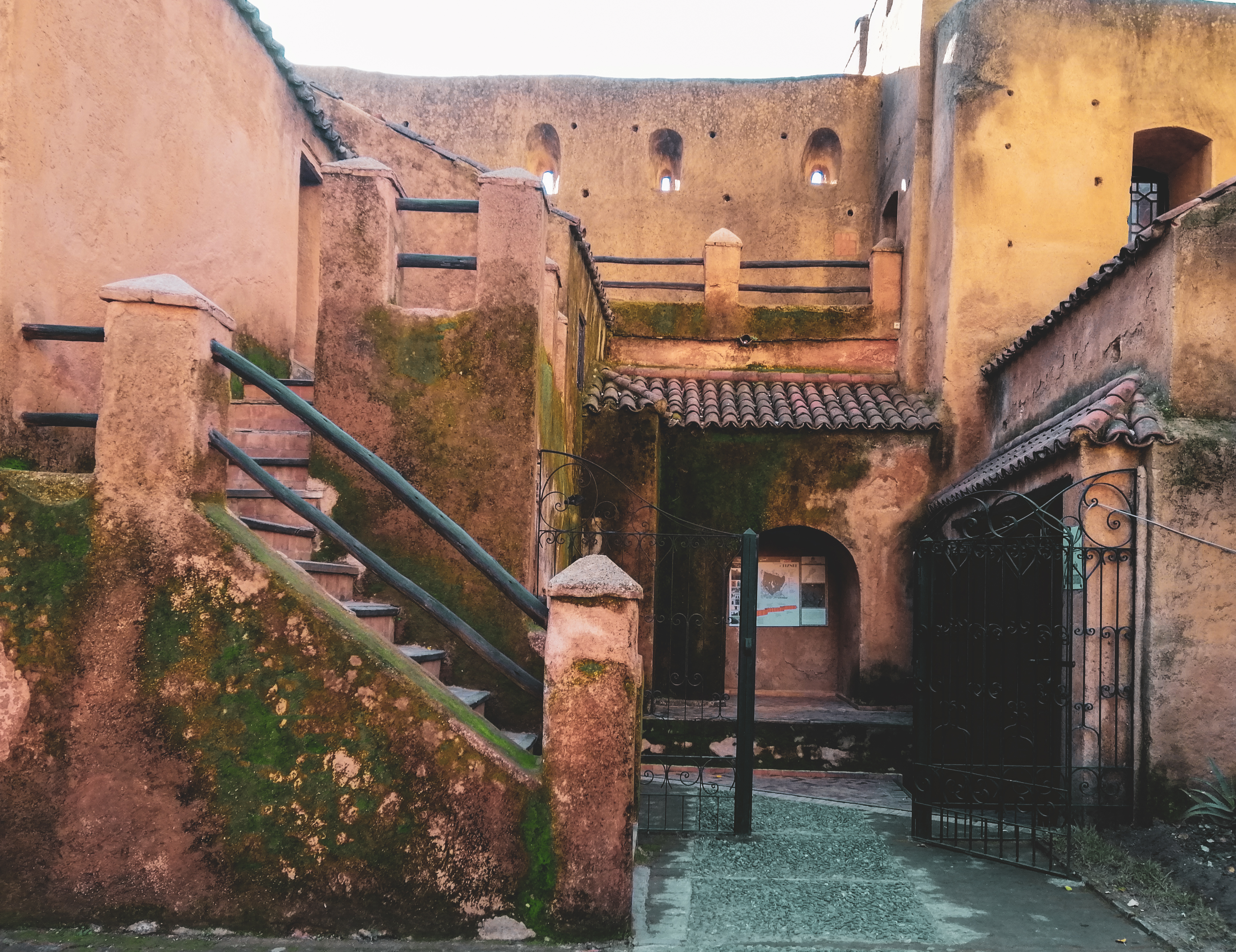
Pavillon Sayda El Horra
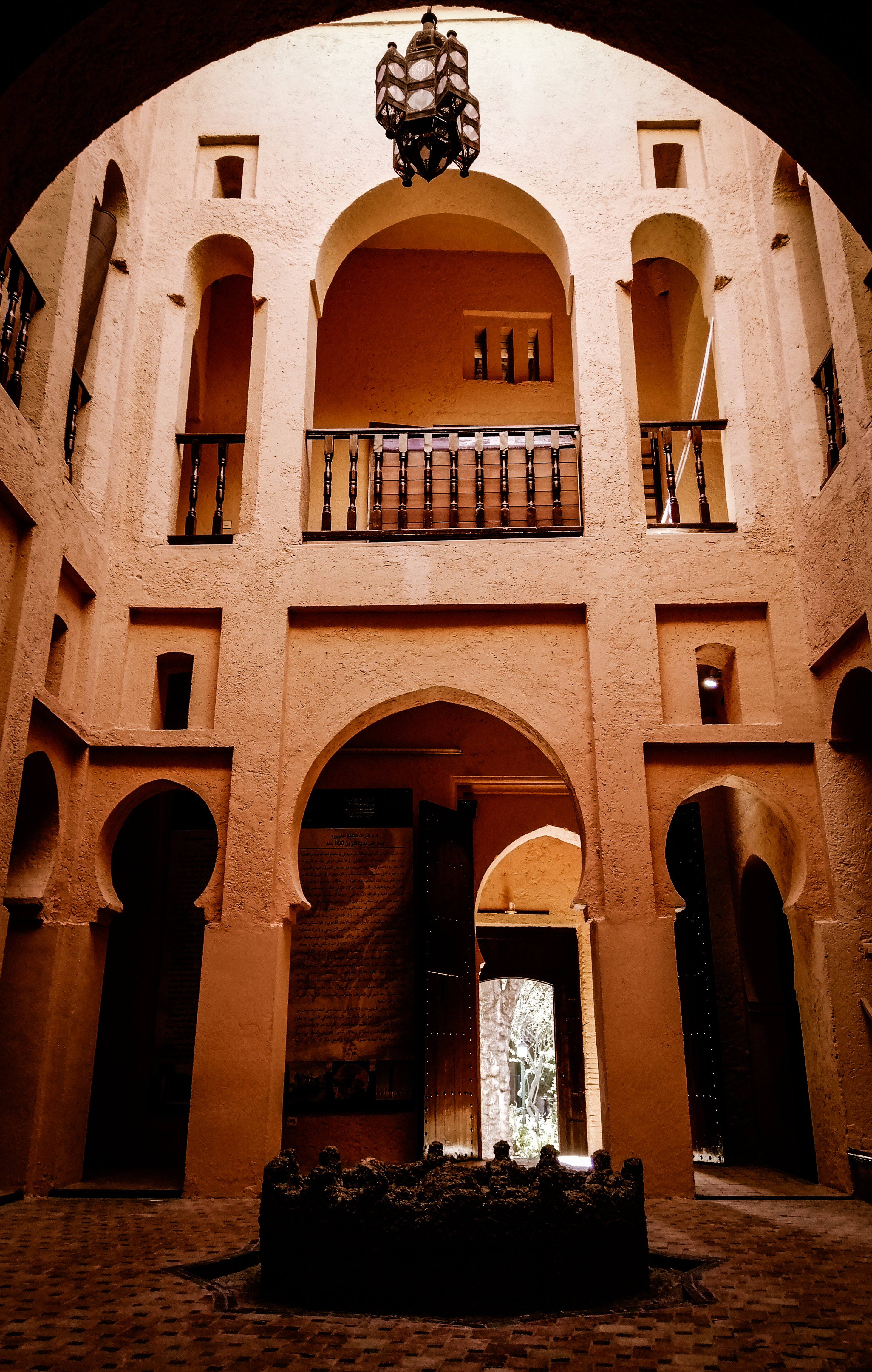
Musée Ethnographique